# Arthur Rice (6e baron Dynevor)
Arthur de Cardonnel FitzUryan Rice, 6e baron Dynevor (24 janvier 1836 - 8 juin 1911), est un pair britannique.

## Biographie
Il est le fils de Francis Rice (5e baron Dynevor) et de Harriett Ives Barker. Sa sœur aînée, Ellen Joyce, est une pionnière de l'émigration des femmes.
Le 17 octobre 1855, Rice s'inscrit à Christ Church, Oxford. Il obtient un baccalauréat en 1855 et une maîtrise en 1865.
Rice épouse Selina Lascelles, la fille d'Arthur Lascelles, le cinquième fils de Henry Lascelles (2e comte de Harewood). Ils ont Walter FitzUryan Rice, né le 17 août 1873. Walter est revenu plus tard à la forme galloise de son nom « Rhys ».
Il devient membre du Conseil du comté de Carmarthenshire lors des élections inaugurales de 1889, représentant Llandybie.
Le 6e baron Dynevor est décédé le 8 juin 1911 à l'âge de 75 ans au château de Dynevor.